# Сивацкая, Мила
Людми́ла (Ми́ла) Алексе́евна Сива́цкая (укр. Міла Олексіївна Сивацька; род. 3 декабря 1998, Киев, Украина) — украинская актриса, известная по роли Василисы в российской фэнтези-трилогии «Последний богатырь» и по роли Ксении Завгородней в телесериале «Гранд».

## Биография
Родилась 3 декабря 1998 года в Киеве. В детстве занималась танцами. Училась в 327 школе. В 2011 году участвовала в украинском национальном отборе на «Детское Евровидение» в составе группы «Флешки», в 2012 году участвовала в украинском конкурсе «Голос. Дети». Работала фотомоделью, снималась для обложек детских журналов и каталогов. Была ведущей программы «Осторожно, дети» на украинском Первом национальном канале. С 10 лет снимается в кино. По её словам, у неё нет профильного актёрского образования (ноябрь 2017 года).
В 19 лет сыграла одну из главных ролей в российской комедийной сказке «Последний богатырь» (2017), которая через месяц проката стала на тот момент самым кассовым фильмом в истории российского кино, собрав 1,672 млрд рублей (ноябрь 2017 года). Исполняла все трюки в фильме без дублёров. Летом 2017 года Мила снималась в 8-серийном проекте «Цветы дождя» (адаптация корейского сериала «Древо жизни»). В 2018 году актриса получила роль в сериале «Гранд» на телеканале «Супер» — продолжении сериала «Отель Элеон».

### Общественная позиция
В апреле 2022 года из-за критики российского вторжения на Украину Сивацкой на 50 лет запретили въезд на территорию РФ.

## Личная жизнь
31 декабря 2022 года возлюбленный Милы сделал ей предложение. 17 октября 2024 года стало известно, что Сивацкая вышла замуж за своего возлюбленного — бизнесмена Сергея.

## Фильмография
| Год       |   | Русское название                      | Оригинальное название              | Роль                                                             |
| --------- | - | ------------------------------------- | ---------------------------------- | ---------------------------------------------------------------- |
| 2008      | с | Гений пустого места                   | Гений пустого места                | эпизод                                                           |
| 2009      | с | Семейный суд                          | Семейный суд                       | Марина Ляшко, реальное ТВ украина                                |
| 2010      | с | Семейные мелодрамы                    | Семейные мелодрамы                 | Мария Гудкова                                                    |
| 2010      | с | 1942                                  | 1942                               | эпизод                                                           |
| 2010      | с | Вера, Надежда, Любовь                 | Вера, Надежда, Любовь              | Гуля в детстве                                                   |
| 2010      | с | Маршрут милосердия                    | Маршрут милосердия                 |                                                                  |
| 2010      | с | Только любовь                         | Тiльки кохання                     | эпизод                                                           |
| 2010      | с | Белые розы надежды                    | Белые розы надежды                 | Даша (13 лет)                                                    |
| 2012      | с | Женский доктор                        | Женский доктор                     | Ася Кравцова (1 сезон 27 серия — «Невинная жертва»)              |
| 2012      | с | Лист ожидания                         | Лист ожидания                      | Вика, девушка Саши                                               |
| 2013      | с | Возвращение Мухтара                   | Возвращение Мухтара                | Анжела, (8 сезон 77 серия — «Поджигатель»)                       |
| 2014      | с | Возвращение Мухтара                   | Возвращение Мухтара                | Даша (9 сезон)                                                   |
| 2014      | с | Пока станица спит                     | Пока станица спит                  | Козачка                                                          |
| 2014      | ф | Синевир                               | Синевир                            | Иванка                                                           |
| 2014      | с | Скорая помощь                         | Швидка допомога                    | Зина Самойлова                                                   |
| 2014      | с | Первая мировая                        | Первая мировая                     | Екатерина Романова                                               |
| 2015      | с | Вчера. Сегодня. Навсегда              | Вчера. Сегодня. Навсегда           | Люба, дочка Светы                                                |
| 2015      | с | Пёс                                   | Пес                                | Юля, дочка Лосева (1 сезон 8 серия — «Внутреннее расследование») |
| 2015      | с | Жребий судьбы                         | Жребий судьбы                      | администратор                                                    |
| 2015      | с | 40+, или Геометрия чувств             | 40+, или Геометрия чувств          | Маша в юности                                                    |
| 2016      | с | Хозяйка                               | Хазяйка                            | псевдо Валентина                                                 |
| 2016      | с | Нити судьбы                           | Нити судьбы                        | Саша                                                             |
| 2016      | с | Майор и магия                         | Майор і магія                      | Даша, дочь майора                                                |
| 2016      | с | Проводница                            | Провідниця                         | Рада                                                             |
| 2016      | с | Раненое сердце                        | Раненое сердце                     | Женька, дочка Макса                                              |
| 2016      | с | Случайных встреч не бывает            | Случайных встреч не бывает         | Варя                                                             |
| 2016      | с | Тройная защита                        | Тройная защита                     | Алина Карташова                                                  |
| 2016      | с | Центральная больница                  | Центральна лікарня                 | Кэти                                                             |
| 2017      | ф | Последний богатырь                    | Последний богатырь                 | Василиса                                                         |
| 2017      | с | Пёс                                   | Пес                                | Эля (2 сезон 14 серия — «Обидчик»)                               |
| 2017      | с | Наступит рассвет                      | Наступит рассвет                   | эпизод                                                           |
| 2017      | с | Хороший парень                        | Хороший хлопець                    | Оксана, сестра Олега                                             |
| 2017      | с | Идеальный враг                        | Белое-чёрное                       | Мария Квитко                                                     |
| 2017      | с | Цветы дождя                           | Цветы дождя                        | Нина Виноградова                                                 |
| 2017      | с | Искушение                             | Искушение                          | Камилла в юности                                                 |
| 2018—2021 | с | Гранд                                 | Гранд                              | Ксения Завгородняя                                               |
| 2019      | с | Другие                                | Другие                             | Злата                                                            |
| 2019      | с | Другая                                | Другая                             | Катя                                                             |
| 2019      | с | Любимые дети                          | Любимые дети                       | Настя                                                            |
| 2018      | с | Никогда не бывает поздно              | Никогда не бывает поздно           | Кристина                                                         |
| 2020      | ф | Последний богатырь: Корень зла        | Последний богатырь: Корень зла     | Василиса                                                         |
| 2020      | с | Казаки абсолютно не правдивая история | Козаки абсолютно брехлива історія  | Марьяна                                                          |
| 2021      | ф | Последний богатырь: Посланник тьмы    | Последний богатырь: Посланник тьмы | Василиса                                                         |